# おたすけ人走る!!
『おたすけ人走る!!』（おたすけにんはしる）は弓月光による日本の漫画。集英社『週刊マーガレット』1980年に連載された青春スポーツコメディー。

## あらすじ
創立50年の伝統を誇る私立の女子校、清澄女学院。近年生徒が激減しており、学園長の長沢節子は学園を共学化して「PR学園」と校名変更し、スポーツ校として知名度を高めようとしていた。
男子部の記念すべき第1期生の入試のために、全国からスポーツにだけは自信がある落ちこぼれたちが集まり、園長の娘である長沢可奈の指示の下、無茶苦茶な体力テストに挑む。
晴れて入試に合格し織田助作はじめPR学園運動部の特待生となった男子生徒15名は、校名の通りスポーツに特化した活動で学校をPRしていくこととなる。

## 主な登場人物
織田 助作（おだ すけさく）
主人公。群馬県出身。明るいお調子者。勉強はからっきしで、最後の砦としてPR学園のスポーツ入試に挑む。抜群の運動神経を誇りスポーツ全般が得意だが、秀でて得意な競技はなく器用貧乏。ネットのあるスポーツ（卓球、テニス、バレー等）はそこまで経験がない。
非常にずる賢く、スポーツ万能ながら無駄な力は使わず勝つための手段は選ばないため、スポーツマンシップは欠落しており、可奈からは「抜け作」と呼ばれる。男子運動部キャプテン決定戦デスマッチに勝ち抜き、運動部キャプテンとなる。
野球でのポジションはピッチャー兼キャッチャー。運動部が甲子園出場を決めた際は、部内で1人だけ無安打であり、女子にも一切モテなかったことで落胆する。単純でいい加減だが情には厚い性格で、監督を差し置いて指示を出す、部員たちを奮い立たせるなど野球の試合時には思わぬキャプテンぶりを発揮する。可奈のことが好き。
長沢 可奈（ながさわ かな）
PR学園1年。園長の娘で、園長代理として男子生徒の入試を取り仕切っていた。後に園長命令で男子運動部のマネージャー、同時に寮に住みこんで彼らの世話をすることになる。実力で正々堂々と勝負せず、姑息な手ばかり使う助作に悉く反発するなど勝ち気な面があるが、至って普通の女子高生。
助作はじめ男子達を痛い目に遭わせるために無茶な対外試合を企画したりしていたが、ある日助作の命令で運動部に強制入部させられ、夏の全国高等学校野球選手権大会の西東京予選に出場させられてしまう。野球でのポジションはキャッチャー兼ピッチャー。球が遅すぎて打たれづらく、甲子園出場時は強豪校相手に9回まで失点は2点と、意外にも軟投派として好投する。
なお、性別を偽るために津和野になりすまして試合に出場している。
馬場 明吉（ばば あきよし）
東大理Ⅰ、日本体育大学大学院卒の二枚目体育教師。大のプロレスファン。プロレス好きが高じて運動理論を極め、その知識と「スポーツはショーである」という持論のみで様々なスポーツの試合に挑む。本人にスポーツの経験は一切なく体格も貧相で、博士号を取得しているという理由だけでPR学園に採用される。
彼も助作や節子と同じく、勝つためには反則は厭わないことを主義としている。野球の試合時には、ベンチで広岡達朗のポーズを真似ている。
長沢 節子（ながさわ せつこ）
PR学園の学園長。可奈の母。生徒減少が著しい清澄女学院を建て直すため、PR学園として新たな一歩を踏み出し一流スポーツ校にしようと目論んでいる。
派手好きで学校のアピールのためには手段を選ばないところがあり、助作とは意気投合している。
津和野 那智（つわの なち）
PR学園男子運動部1年。長髪で中性的な容姿の美少年。本人も容姿に自信があるようで、言動はナルシスト気味。その外見から女子生徒に大人気だが、本人は女性には大して興味はなく、水泳時は上半身ごとタオルにくるまるなど仕草も女性的である。
女性と間違えられる容姿であるため、可奈は彼と入れ替わる形で野球の試合に出場している。運動部所属だがあまり運動部として活動している様子はなく、ほとんどマネージャーのように部員のサポートに当たっている。甲子園出場時はスパイとして女装して他校の偵察に精を出したり、舞妓に変装して審判に近寄り情報収集をしている。プロレスが好き。
釜田 晴彦（かまだ はるひこ）
PR学園男子運動部1年。福島県出身。不動産屋の御曹司。得意競技は柔道と相撲。恰幅のいい体格だが、幼少時は体が弱かったらしい。
野球でのポジションはショートorセカンド兼センター。
大願寺 誠（だいがんじ まこと）
PR学園男子運動部1年。北海道出身。父はパルプ工業と林業を営む大富豪。得意競技はバスケット。2メートル40センチメートルと長身で、190センチメートルある高跳びのバーですら跨いでしまう。男子運動部初の硬式テニスの試合に、相手が女子選手であったために女装し、助作とダブルスで出場する。
口数が大変少なく、ほぼ「はァ」しか話さない。物を覚えることも苦手で、テニスと野球のルールを混同して覚えていた。
野球でのポジションはレフト兼ショート。その巨体から凄まじいパワーの持ち主で、予選1回戦から場外満塁ホームランを打ち、甲子園でも場外ホームランを放つほどの怪力。
金田 正一郎（かねだ しょういちろう）、金田 正二郎（かねだ しょうじろう）、金田 正三郎（かねだ しょうざぶろう）
PR学園男子運動部1年の三つ子。大阪府出身。全員陸上競技が得意。野球の試合では機動力を活かし、足でかき回すプレイをする。
野球でのポジションは正一郎…ファースト、正二郎…セカンド兼ショート、正三郎…サード。
加藤（かとう）
PR学園男子運動部1年。得意競技は野球で、野球一筋で生きてきた。将来の夢はプロ野球選手。それまでは影が薄く地味な生徒だったが、野球で一目浴びるようになり、甲子園ではエースで4番を張る。
クールな性格と端正な容姿で、女性人気が高く、可奈も彼を意識する。野球に関しては抜群のセンスを誇りたいへんな自信家だが、連続ボール判定では激しく動揺し、連打を浴びた際は泣き出して母親を呼んだり、プロのスカウト陣を見ると緊張して大暴投するなどメンタルは弱い。
野球でのポジションはピッチャー兼ライト。
速水（はやみ）
PR学園男子運動部1年。得意競技は剣道。野球でのポジションはレフト。
吉村（よしむら）
PR学園男子運動部1年。得意競技はラグビー。代打でのみ出場する。
雨宮 桜（あまみや さくら）
可奈のクラスメイト。淑やかな美少女だが積極的な性格で、自ら女子応援団を設立し、チアリーダーとして男子運動部を応援する。

## 書誌情報
- 弓月光『おたすけ人走る!!』集英社、全3巻
  1. 1980年7月25日、ISBN 4-08-850493-3
  2. 1980年8月25日、ISBN 4-08-850502-6
  3. 1980年9月25日、ISBN 4-08-850511-5